# Четем
Четем (англ. Chatham) — парафія в Канаді, у провінції Нью-Брансвік, у складі графства Нортамберленд.

## Населення
За даними перепису 2016 року, парафія нараховувала 511 осіб, показавши скорочення на 2,1%, порівняно з 2011-м роком. Середня густина населення становила 22,5 осіб/км².
З офіційних мов обидвома одночасно володіли 70 жителів, тільки англійською — 440. Усього 5 осіб вважали рідною мовою не одну з офіційних.
Працездатне населення становило 56,8% усього населення, рівень безробіття — 15,2% (11,5% серед чоловіків та 14,3% серед жінок). 93,5% осіб були найманими працівниками, а 8,7% — самозайнятими.
Середній дохід на особу становив $38 061 (медіана $33 408), при цьому для чоловіків — $45 540, а для жінок $31 362 (медіани — $42 112 та $29 120 відповідно).
28,4% мешканців мали закінчену шкільну освіту, не мали закінченої шкільної освіти — 14,8%, 56,8% мали післяшкільну освіту, з яких 26,1% мали диплом бакалавра, або вищий.
| Статево-вікова структура населення | Статево-вікова структура населення | Статево-вікова структура населення | Статево-вікова структура населення | Статево-вікова структура населення |
| ---------------------------------- | ---------------------------------- | ---------------------------------- | ---------------------------------- | ---------------------------------- |
|                                    |                                    |                                    |                                    |                                    |
| Всього                             | Всього                             | 49,0%51,0%                         |                                    |                                    |
| 0 — 14 років                       | 0 — 14 років                       |                                    | 15,7%                              | 15,7%                              |
| 15 — 64 років                      | 15 — 64 років                      |                                    | 63,7%                              | 63,7%                              |
| 65 і більше                        | 65 і більше                        |                                    | 20,6%                              | 20,6%                              |
| 85 і більше                        | 85 і більше                        |                                    | 2%                                 | 2%                                 |
| Середній вік (років)               | Середній вік (років)               | 45,143,5                           | 44,3                               | 44,3                               |
| Медіана (років)                    | Медіана (років)                    | 48,746,0                           | 47,7                               | 47,7                               |
| — чоловіки — жінки                 |                                    |                                    |                                    |                                    |

| Походження мешканців:     | Походження мешканців:     | Походження мешканців: | Походження мешканців: | Походження мешканців: |
| ------------------------- | ------------------------- | --------------------- | --------------------- | --------------------- |
| Походження                |                           |                       | осіб                  | %                     |
| Корінні американці        | Корінні американці        |                       | 25                    | 5.38%                 |
| Інше північноамериканське | Інше північноамериканське |                       | 190                   | 40.86%                |
| Європейське               | Європейське               |                       | 330                   | 70.97%                |
| британське                | британське                |                       | 295                   | 63.44%                |
| французьке                | французьке                |                       | 100                   | 21.51%                |

| Зайнятість населення за галузями (за класифікацією NOC): | Зайнятість населення за галузями (за класифікацією NOC): | Зайнятість населення за галузями (за класифікацією NOC): | Зайнятість населення за галузями (за класифікацією NOC): | Зайнятість населення за галузями (за класифікацією NOC): |
| -------------------------------------------------------- | -------------------------------------------------------- | -------------------------------------------------------- | -------------------------------------------------------- | -------------------------------------------------------- |
|                                                          |                                                          |                                                          |                                                          |                                                          |
| Управління                                               | Управління                                               |                                                          | 6,4%                                                     | 6,4%                                                     |
| Бізнес, фінанси та адміністрування                       | Бізнес, фінанси та адміністрування                       |                                                          | 19,1%                                                    | 19,1%                                                    |
| Природничі та прикладні науки                            | Природничі та прикладні науки                            |                                                          | 6,4%                                                     | 6,4%                                                     |
| Охорона здоров'я                                         | Охорона здоров'я                                         |                                                          | 14,9%                                                    | 14,9%                                                    |
| Освіта, правозахист, муніципальні та урядові служби      | Освіта, правозахист, муніципальні та урядові служби      |                                                          | 8,5%                                                     | 8,5%                                                     |
| Роздрібна торгівля та послуги                            | Роздрібна торгівля та послуги                            |                                                          | 14,9%                                                    | 14,9%                                                    |
| Гуртова торгівля, транспорт та обладнання                | Гуртова торгівля, транспорт та обладнання                |                                                          | 19,1%                                                    | 19,1%                                                    |
| Природні ресурси, сільське господарство                  | Природні ресурси, сільське господарство                  |                                                          | 4,3%                                                     | 4,3%                                                     |
| Виробництво                                              | Виробництво                                              |                                                          | 4,3%                                                     | 4,3%                                                     |

## Клімат
Середня річна температура становить 4,7°C, середня максимальна – 22,8°C, а середня мінімальна – -16,4°C. Середня річна кількість опадів – 1 108 мм.
| Клімат поселення                              | Клімат поселення | Клімат поселення | Клімат поселення | Клімат поселення | Клімат поселення | Клімат поселення | Клімат поселення | Клімат поселення | Клімат поселення | Клімат поселення | Клімат поселення | Клімат поселення | Клімат поселення |
| Показник                                      | Січ.             | Лют.             | Бер.             | Квіт.            | Трав.            | Черв.            | Лип.             | Серп.            | Вер.             | Жовт.            | Лист.            | Груд.            |                  |
| Середній максимум, °C                         | −4,29            | −2,99            | 2,38             | 8,56             | 15,40            | 21,16            | 22,81            | 22,05            | 16,99            | 11,08            | 5,10             | −2,63            |                  |
| Середня температура, °C                       | −10,36           | −9,08            | −3,69            | 2,49             | 9,33             | 15,09            | 18,99            | 18,23            | 13,17            | 7,26             | 1,28             | −6,46            |                  |
| Середній мінімум, °C                          | −16,43           | −15,14           | −9,79            | −3,59            | 3,25             | 9,01             | 15,16            | 14,40            | 9,34             | 3,43             | −2,55            | −10,29           |                  |
| Норма опадів, мм                              | 98               | 75               | 91               | 85               | 97               | 87               | 101              | 90               | 82               | 97               | 100              | 105              |                  |
| Середньомісячна швидкість вітру, м/с          | 4.75             | 4.63             | 4.70             | 4.50             | 4.20             | 3.80             | 3.50             | 3.47             | 3.80             | 4.29             | 4.50             | 4.74             |                  |
| Середньомісячна сонячна радіація, кДж/м²·день | 5103             | 8572             | 12367            | 15420            | 18236            | 20227            | 19902            | 17395            | 12911            | 8076             | 4801             | 3860             |                  |
| --------------------------------------------- | ---------------- | ---------------- | ---------------- | ---------------- | ---------------- | ---------------- | ---------------- | ---------------- | ---------------- | ---------------- | ---------------- | ---------------- | ---------------- |
| Джерело:                                      |                  |                  |                  |                  |                  |                  |                  |                  |                  |                  |                  |                  |                  |